# Tomáš Kraus
Tomáš Kraus (* 3. března 1974 Děčín) je bývalý český akrobatický (reprezentant ve skikrosu) a alpský lyžař.
Je čtyřnásobným vítězem Světového poháru ve skikrosu, dvojnásobným skikrosovým mistrem světa (z let 2005 a 2007), pětinásobným mistrem České republiky v alpském lyžování, kterému se věnoval do roku 2004. Je členem sportovního oddílu USK Praha. Startoval na Zimních olympijských hrách 2010 ve Vancouveru, kde se umístil na 11. místě, a na ZOH 2014 v Soči, kde skončil po pádu na 18. místě.
Při závodu Světového poháru v Arose utrpěl v únoru 2015 zlomeninu stehenní kosti. Po uzdravení měl v plánu startovat ještě v následující sezóně SP, kterou chtěl pojmout jako rozlučkovou, ale kvůli dlouhému léčení a nedostatečné fyzické kondici oznámil v listopadu 2015 ukončení sportovní kariéry.

## Přehled sportovních úspěchů
- Světový pohár 2005 – 1. místo (historicky první vítěz 1. světového poháru této sportovní disciplíny)
- Mistrovství světa 2005 – 1. místo
- Světový pohár 2006 – 1. místo
- Světový pohár ve freestylu 2006 – 1. místo
- Mistrovství světa 2007 – 1. místo

Na závodech v německém Grasgehrenu počátkem února 2013 získal své patnácté vítězství v závodech Světového poháru.